# Бунак, Виктор Валерианович
Ви́ктор Валериа́нович Буна́к (10 [22] сентября 1891, Москва, Российская империя — 11 апреля 1979, Москва, СССР) — советский антрополог и анатом, один из основоположников советской антропологической школы. Доктор биологических наук (1935), профессор, заслуженный деятель науки РСФСР (1971).

## Биография
Родился в Москве, в семье служащего Московской городской управы. После окончания 2-й Московской гимназии в 1908 году поступил на естественное отделение Московского университета, которое окончил в 1912 году с дипломом 1-й степени. Заведовавший в то время кафедрой географии и антропологии академик Д. Н. Анучин привлёк Бунака к научной работе. Ещё до создания в 1919 году, совместно с Анучиным, кафедры антропологии, В. В. Бунак сдал экзамены на степень магистра и получил в 1918 году звание приват-доцента, в 1923 году — доцента, а в 1925 году получил звание профессора по кафедре «антропология и антропометрия».
С 1920 по 1929 годы был заведующим евгеническим отделом Института экспериментальной биологии (был сторонником позитивной евгеники), заведующим Центральным антропометрическим бюро, созданным по его инициативе, одним из основателей и учёным секретарём Русского евгенического общества и редактором «Русского евгенического журнала».
В 1922 году усилиями Д. Н. Анучина и В. В. Бунака был создан Научно-исследовательский институт антропологии при Московском университете. После смерти Анучина в 1923 году Бунак занял должность директора Института антропологии и заведующего кафедрой антропологии Московского университета.
В 1948 году он был лишён должностей директора Института антропологии и заведующего кафедрой антропологии Московского университета, которые занимал с 1923 года. Зимой 1948—1949 годов учёного отправили в Ленинград на должность лаборанта отдела антропологии ленинградского филиала Института этнографии АН СССР без права публикации научных работ. В Ленинграде он проработал около 7 лет до 1955 года, когда возвратился в Москву, в отдел антропологии Института этнографии АН СССР.
Был женат на художнице Ольге Фёдоровне Амосовой-Бунак.
Умер в 1979 году. Похоронен на Востряковском кладбище.

## Научная деятельность
В. В. Бунак — автор многих работ по антропологии и смежным дисциплинам. Спектр его научных интересов был необычайно широк. Основные труды — по морфологии человека (теория процесса «роста», физического развития, исследования формообразования скелета), расоведению, проблемам антропогенеза, генетике человека, теории происхождения речи и интеллекта и др. Он внедрил новые методы антропологического исследования и обработки массовых антропометрических данных. Организатор и руководитель прикладных антропологических работ по установлению в СССР стандартов для изготовления предметов личного пользования (одежда, обувь и т. д.). Разработал (1932) первую антропологическую классификацию восточнославянских народов. Руководил Русской антропологической экспедицией Института этнографии АН СССР 1955—1959 годов, в ходе которой были изучены более 100 групп великорусского населения и собраны уникальные научные данные.

## Награды
Награждён орденом Ленина.

## Научные труды

### Монографии
- Методика антропометрических исследований. М., 1931.
- Антропометрические материалы для установления размеров одежды. Вып. 1. М.-Л.: Государственное изд-во легкой промышленности, 1932
- Антропометрия. М., 1941.
- Череп человека и стадии его формирования у ископаемых людей и современных рас. М.: Издательство Академии наук, 1959
  - С. 126—129.
  - С. 146—147
- Антропология: Краткий курс. М., 1941 (совм. с М. Ф. Нестурхом, Я. Я. Рогинским);
- Происхождение и этническая история русского народа по антропологическим данным, М.: Наука, 1965 (редактор и автор ряда статей).
- Ископаемые гоминиды и происхождение человека, М., 1966 (редактор и автор ряда статей).
- Род Homo, его возникновение и последующая эволюция. М., 1980.

### Статьи
- Бунак В. В. О реакции агглютинации человеческих рас // Русский антропологический журнал. Т. 13. № 1-2. 1924.
- Бунак В.В Crania Armenica (Армянский череп) // (Исследования по антропологии Передней Азии с табл.измерений, графиками, диаграммами и фотографиями) Труды Антропологического НИИ при МГУ. Вып. 2. Приложение к Русскому антропологическому журналу. Т. 16. Вып. 1-2. М., 1927 г. 263с, 25 табл.
- Бунак В. В. Раса как историческое понятие // Наука о расах и расизм. Тр. ин-та антропологии МГУ. Вып. 1. М.; Л., 1938.
- Бунак В. В. Нормальные конституциональные типы в свете данных о корреляции отдельных признаков // Учёные записки МГУ. Вып. 34. М., 1940.